# Bandera d'Argelaguer
La bandera oficial d'Argelaguer té la descripció següent:
Bandera apaïsada, de proporcions dos d'alt per tres de llarg, blanca, amb un pal verd fosc de gruix 13/54 de l'amplària del drap, al centre i dos altres pals grocs iguals, de gruix 5/54 juxtaposats a cada costat del central.

## Història
L'Ajuntament va iniciar l'expedient d'adopció de la bandera el 26 de gener de 2004. La bandera va ser aprovada el 18 de febrer de 2004 i publicada al DOGC núm. 4091 el 15 de març del mateix any.
La bandera està basada en l'escut heràldic de la localitat: el fons és de color blanc, igual que l'escut, i transforma la branca d'argelaga de sinople (verd) florida d'or (groc) en tres pals de color groc, verd fosc i groc, essent el de color verd fosc més ample que els dos restants, que tenen la mateixa amplària.